# Brunain la vache au prêtre
Brunain la vache au prêtre ou Brunain et Blérain, est un fabliau écrit par Jean Bodel au XIIe siècle.

## Résumé
Un curé dit à ses paroissiens que Dieu rend au double ce qu'on lui donne. Un vilain et sa femme, en entendant cela, décident de donner au prêtre leur unique vache croyant en avoir bientôt deux. Cupide et malin, le prêtre accepte et attache aussitôt la longe de Blérain, la vache du vilain, à celle de sa propre vache, nommée Brunain. Mais pendant la nuit, Blérain tire sur la corde et l'autre vache n'a d'autre choix que de la suivre. Elles arrivent toutes les deux devant le vilain, qui est très heureux d'avoir deux vaches conformément aux dires du prêtre. 

## Analyse
Ce fabliau illustre le mécanisme du comique des XII et XIIIe siècles. L'histoire repose sur la compréhension littérale du sermon du prêtre par les deux paysans. "Il dit qu’il était bon de donner au Bon Dieu et que celui-ci rendait le double à qui donnait de bon cœur". Cette phrase est reprise de l'évangile de Marc: Pierre se mit à dire à Jésus : « Voilà que nous avons tout quitté pour te suivre. »Jésus déclara : « Amen, je vous le dis : personne n’aura quitté, à cause de moi et de l’Évangile, une maison, des frères, des sœurs, une mère, un père, des enfants ou une terre,sans qu’il reçoive, en ce temps déjà, le centuple : maisons, frères, sœurs, mères, enfants et terres, avec des persécutions, et, dans le monde à venir, la vie éternelle. Beaucoup de premiers seront derniers, et les derniers seront les premiers. »  (Marc 10, 28 – 31). On peut rapprocher cette pratique d'un fabliau également construit sur le sens propre et le sens figuré d'une expression avec La vieille qui graissa la patte au chevalier, où une paysanne comprend de façon littérale l'expression figurée "graisser la patte d'une personne", c'est-à-dire soudoyer quelqu'un.
La morale du fabliau Brunain la vache au prêtre reprend ce texte de La Bible : "Le bien est à celui qui Dieu le donne et non à celui qui le cache et l’enfouit. Nul ne doublera son avoir sans grande chance. C’est par chance que le vilain eut deux vaches, et le prêtre aucune. Tel croit avancer qui recule." Mais il évoque aussi la chance du paysan et s'éloigne ainsi d'une lecture biblique textuelle. 
Le but des fabliaux n'est pas d'illustrer des messages religieux mais de faire rire ou de critiquer certains types de personnages : les femmes, les paysans, les prêtres... Dans ce fabliau, le vilain et sa femme sont deux personnages naïfs mais à la fin de l'histoire c'est le prêtre qui est la véritable victime. On y dénonce ce type de personnage dans une époque où l'Eglise est très présente et domine souvent les plus faibles. Denis Hüe explique que ce fabliau ressemble beaucoup au Jeu de saint Nicolas. Il y a dans les deux histoires un prêtre cupide (ou un voleur pour Le Jeu de saint Nicolas) qui s'enrichit au début avant de perdre son enrichissement et aussi son propre bien au profit d'un autre.